# Репида, Анна Константиновна
Анна Константиновна Репида (род. 4 октября 1980) — приднестровская самбистка и дзюдоистка, чемпионка Молдавии по дзюдо, чемпионка и призёр чемпионатов Европы и мира по самбо, обладатель и призёр розыгрышей Кубка мира по самбо, Заслуженный мастер спорта по самбо, мастер спорта по дзюдо. Тренер-преподаватель МОУ ДО «Тираспольская специализированная детско-юношеская школа Олимпийского резерва борьбы и бокса». Лауреат государственной премии «Человек года — 2014» в номинации «Достижения в спорте». Награждена грамотой Президента ПМР, медалью «За трудовую доблесть» и орденом ПМР «Трудовая Слава».

## Спортивные результаты
- Чемпионат Молдавии по дзюдо 2003 года — ;
- Международный турнир 2007 года, Стамбул — ;
- Чемпионат Молдавии по дзюдо 2008 года — ;
- Чемпионат Молдавии по дзюдо 2012 года — ;